# Tango eletrônico
Electro Tango ou tango de fusão - fusion tango - ou neotango é uma composição em ritmo de tango, que incorpora recursos de música eletrônica, Dj e Vj.
Cada executor procura apresentar peculiaridades que o distingam do Gotan Project, uma banda parisiense que tornou conhecido internacionalmente o fusion tango.
Há muitas referências platinas no gênero como o Bajofondo Tangoclub, que segue a linha do Gotan Project; Tanghetto que define sua musica como electrotango; Tangocrash de Daniel Almada e Martin Iannaccone; Narcotango de Carlos Libedinsky; além de outros músicos em grupos ou individuais.